# 천리마 달린다
천리마 달린다(千里馬 달린다)는 조선민주주의인민공화국의 노래이다.
이 노래는 제1차 5개년계획이 끝나고 제1차 7개년계획이 시작될 즈음인 1966년도에 발표되었으며 노래 가사는 근로자들이 열심히 일하면 경제도 좋아지고 조국통일을 이룰 수 있다는 내용이다.
원래 이 노래는 조선인민군공훈국가합창단과 만수대예술단에서 연주된 것이다. 그 후 1993년에 보천보전자악단에서 연주했고 2009년 은하수관현악단의 황은미가 조선로동당 창건일에 불렸다.
조선중앙방송은 음악소개편집물이라는 프로그램을 통해 이 노래의 연주법과 역사에 대해서 소개했다.

## 노래
- 《천리마 달린다》